# Vicenza Calcio 2000-2001

## Stagione

L'attaccante Luca Toni, 31 gare e 9 gol nel suo unico campionato a Vicenza.

Nel campionato di Serie A 2000-2001 il Vicenza raccolse 36 punti classificandosi 16º e retrocedendo in Serie B. Nell'estate 2000 il Vicenza di Edy Reja smantellò il suo attacco: Gianni Comandini fu ceduto al Milan mentre Cristian Bucchi al Perugia, venendo sostituiti da Luca Toni arrivato dal Treviso e Mohamed Kallon preso dall'Inter, i quali riuscirono a segnare con continuità, 9 reti il primo, 8 il secondo.
La squadra berica iniziò male il campionato con tre sconfitte, poi i biancorossi si ripresero, chiudendo il girone di andata con 16 punti in quart'ultima posizione. Nel girone di ritorno iniziarono battendo 2-0 il Milan al Menti, pareggiarono 1-1 a San Siro con l'Inter, vinsero con il Bologna e con la Reggina, ma i 20 punti raccolti nel girone discendente, non bastarono a mettersi in sicurezza, perché a maggio, nel momento topico della stagione, la mancata vittoria con il Bari fanalino di coda, il pareggio interno con il Lecce e la sconfitta di Brescia, non permisero al Vicenza di mantenere la massima categoria per un solo punto. Inutile fu la vittoria a Udine per 3-2 (e la contemporanea vittoria dell'Hellas Verona, distante un punto, in casa contro il Perugia che permise ai gialloblù la disputa dello spareggio salvezza) all'ultima giornata in quella che risultò essere l'ultima partita disputata dai biancorossi in Serie A. Nella Coppa Italia vennero subito estromessi dal Brescia nel doppio confronto del primo turno, dopo i calci di rigore.

## Divise e sponsor
Per il ritorno in Serie A viene preparata una divisa moderna ed elegante, sulle maniche bianche come il colletto, scorre il logo della Umbro, davanti 5 strisce verticali rosse e bianche, si interrompono all'altezza del nuovo sponsor Artel.

## Rosa
| N. |                         | Ruolo | Calciatore           |
| -- | ----------------------- | ----- | -------------------- |
| 1  | Italia (bandiera)       | P     | Giorgio Sterchele    |
| 2  | Sierra Leone (bandiera) | A     | Mohamed Kallon       |
| 3  | Italia (bandiera)       | D     | Alessandro Dal Canto |
| 4  | Italia (bandiera)       | C     | Fabio Firmani        |
| 5  | Italia (bandiera)       | D     | Giacomo Dicara       |
| 6  | Italia (bandiera)       | D     | Giuseppe Cardone     |
| 7  | Italia (bandiera)       | C     | Marco Schenardi      |
| 7  | Italia (bandiera)       | C     | Vincenzo Sommese     |
| 8  | Italia (bandiera)       | C     | Antonino Bernardini  |
| 9  | Italia (bandiera)       | A     | Carmine Esposito     |
| 10 | Italia (bandiera)       | C     | Fabio Viviani        |
| 11 | Italia (bandiera)       | D     | Massimo Beghetto     |
| 13 | Italia (bandiera)       | D     | Gianluca Comotto     |
| 14 | Italia (bandiera)       | D     | Cristian Adami       |
| 15 | Italia (bandiera)       | C     | Raffaele Longo       |
| 16 | Italia (bandiera)       | C     | Maurizio Rossi       |
| 17 | Brasile (bandiera)      | A     | Jeda                 |
| 18 | Brasile (bandiera)      | D     | Marco Aurelio        |
| 19 | Italia (bandiera)       | C     | Ottavio Palladini    |

| N. |                       | Ruolo | Calciatore        |
| -- | --------------------- | ----- | ----------------- |
| 19 | Italia (bandiera)     | C     | Paolo Zanetti     |
| 20 | Croazia (bandiera)    | D     | Stjepan Tomas     |
| 21 | Italia (bandiera)     | C     | Lamberto Zauli    |
| 22 | Italia (bandiera)     | P     | Saul Santarelli   |
| 23 | Italia (bandiera)     | D     | Stefano Fattori   |
| 23 | Croazia (bandiera)    | C     | Dražen Brnčić     |
| 24 | Italia (bandiera)     | D     | Marco Zanchi      |
| 25 | Italia (bandiera)     | C     | Federico Crovari  |
| 26 | Francia (bandiera)    | C     | Ousmane Dabo      |
| 27 | Italia (bandiera)     | D     | Davide Mezzanotti |
| 28 | Italia (bandiera)     | D     | Juri Tamburini    |
| 29 | Argentina (bandiera)  | D     | Walter Zunino     |
| 30 | Italia (bandiera)     | A     | Luca Toni         |
| 31 | Croazia (bandiera)    | A     | Goran Tomić       |
| 32 | Italia (bandiera)     | A     | Pasquale Luiso    |
| 33 | Italia (bandiera)     | P     | Enrico Milan      |
| 34 | Italia (bandiera)     | D     | Manuel Benetti    |
| 35 | Italia (bandiera)     | D     | Christian Maggio  |
| 40 | Brasile (bandiera)    | D     | André Leone       |
| 44 | Portogallo (bandiera) | D     | Vasco Faísca      |

## Risultati

### Campionato

#### Girone di andata
| Arbitro: | Braschi (Prato) |

|                             |           |  |
| Bierhoff 15’ Shevchenko 84’ | Marcatori |  |

| Arbitro: | Farina (Novi Ligure) |

|          |           |                         |
| Toni 52’ | Marcatori | 67’ Doni 80’ F. Rossini |

| Arbitro: | Treossi (Forlì) |

|                                      |           |            |
| Totti 39’ Montella 79’ Batistuta 86’ | Marcatori | 85’ Kallon |

| Arbitro: | Collina (Viareggio) |

|                     |           |  |
| Kallon 90+2’ (rig.) | Marcatori |  |

| Arbitro: | Saccani (Mantova) |

|                 |           |                  |
| Jankulovski 24’ | Marcatori | 15’, 50’ Sommese |

| Arbitro: | Bolognino (Milano) |

|                         |           |                              |
| Luiso 52’ Dal Canto 66’ | Marcatori | 54’ Bonazzoli 81’ Camoranesi |

| Arbitro: | Ayroldi (Molfetta) |

|                              |           |                        |
| Nuno Gomes 9’, 52’ Adani 74’ | Marcatori | 44’ Toni 45+2’ Comotto |

| Vicenza 26 novembre 2000 8ª giornata | Vicenza           | 0 – 0 | Inter | Stadio Romeo Menti\| Arbitro: \| Messina (Bergamo) \| |
| Arbitro:                             | Messina (Bergamo) |       |       |                                                       |

| Arbitro: | Cesari (Genova) |

|          |           |          |
| Cruz 33’ | Marcatori | 41’ Toni |

| Arbitro: | Tombolini (Ancona) |

|            |           |                                      |
| Kallon 78’ | Marcatori | 12’, 73’ Nedved 25’ Crespo 88’ Salas |

| Arbitro: | Treossi (Forlì) |

|  |           |               |
|  | Marcatori | 46’, 63’ Toni |

| Arbitro: | Trentalange (Torino) |

|              |           |  |
| E. Brevi 75’ | Marcatori |  |

| Arbitro: | Messina (Bergamo) |

|            |           |  |
| Dicara 11’ | Marcatori |  |

| Arbitro: | Tombolini (Ancona) |

|                                     |           |             |
| Vugrinec 33’, 36’ (rig.) osorio 72’ | Marcatori | 79’ Comotto |

| Arbitro: | Rodomonti (Teramo) |

|                   |           |           |
| Calori 48’ (aut.) | Marcatori | 3’ Hubner |

| Arbitro: | Bertini (Arezzo) |

|                                    |           |  |
| F. Inzaghi 8’, 42’, 69’ Davids 23’ | Marcatori |  |

| Arbitro: | Braschi (Prato) |

|                 |           |                             |
| Toni 43’ (rig.) | Marcatori | 13’ Jørgensen 90’ Margiotta |

#### Girone di ritorno
| Arbitro: | Trentalange (Torino) |

|                  |           |  |
| Dabo 9’ Toni 72’ | Marcatori |  |

| Arbitro: | Ayroldi (Molfetta) |

|             |           |             |
| Ventola 41’ | Marcatori | 73’ Sommese |

| Arbitro: | Cesari (Genova) |

|  |           |                          |
|  | Marcatori | 80’ Montella 84’ Emerson |

| Arbitro: | Treossi (Forlì) |

|               |           |  |
| Materazzi 42’ | Marcatori |  |

| Arbitro: | Cesari (Genova) |

|                        |           |  |
| Toni 56’ Firmani 90+3’ | Marcatori |  |

| Arbitro: | Pellegrino (Barcellona Pozzo di Gotto) |

|              |           |  |
| 56 Bonazzoli | Marcatori |  |

| Arbitro: | Trentalange (Torino) |

|                  |           |               |
| Repka 10’ (aut.) | Marcatori | 76’ Rui Costa |

| Arbitro: | Treossi (Forlì) |

|               |           |            |
| Brocchi 90+4’ | Marcatori | 30’ Kallon |

| Arbitro: | Bonfrisco (Monza) |

|                                      |           |                             |
| Toni 37’ Kallon 41’, 88’ Sommese 56’ | Marcatori | 64’ (rig.) Bia 84’ Brioschi |

| Arbitro: | Tombolini (Ancona) |

|                        |           |          |
| Simeone 35’ Crespo 86’ | Marcatori | 89’ Jeda |

| Arbitro: | Treossi (Forlì) |

|  |           |             |
|  | Marcatori | 81’ Di Vaio |

| Arbitro: | Farina (Novi Ligure) |

|                 |           |               |
| Zanchi 64’, 86’ | Marcatori | 52’ Marazzina |

| Arbitro: | Racalbuto (Gallarate) |

|                         |           |                      |
| Spinesi 74’ (rig.), 90’ | Marcatori | 54’ Zauli 87’ Zanchi |

| Vicenza 20 maggio 2001 31ª giornata | Vicenza         | 0 – 0 | Lecce | Stadio Romeo Menti\| Arbitro: \| Braschi (Prato) \| |
| Arbitro:                            | Braschi (Prato) |       |       |                                                     |

| Arbitro: | Nucini (Bergamo) |

|                               |           |             |
| Hubner 10’ (rig.) Bachini 44’ | Marcatori | 87’ Comotto |

| Arbitro: | De Santis (Tivoli) |

|  |           |                                  |
|  | Marcatori | 37’ Del Piero 40’, 51’ Trezeguet |

| Arbitro: | Tombolini (Ancona) |

|               |           |                                 |
| Sosa 30’, 38’ | Marcatori | 2’, 10’ (rig.) Kallon 20’ Zauli |

### Coppa Italia

#### Primo turno
| Arbitro: | Tombolini (Ancona) |

|                                 |           |                  |
| Hubner 40’ Orlandini 77’ (rig.) | Marcatori | 90+2’ Bernardini |

| Arbitro: | Treossi (Forlì) |

|                                           |                      |                                                       |
| Cardone 11’ Luiso 30’ (rig.)              | Marcatori            | 60’ (rig.) Hubner                                     |
| Longo Zauli Cardone Fattori Luiso Crovari | Tiri di rigore 4 – 5 | E. Filippini Kozminski Turkyilmaz Calori Hubner Diana |

### Statistiche campionato

#### I marcatori vicentini
* ceduto nel corso della stagione